# غلامعلی آیین
غلامعلی آیین (زاده ۱۹۲۹ میلادی ریزه کوه ولایت کاپیسا - درگذشته ۲ حوت ۱۳۹۳) نویسنده و سیاستمدار برجسته افغانستان بود.
از او تا اکنون هفت اثر علمی به ویژه در زمینه تکنولوژی به چاپ رسیده که اکثر این آثار کتاب‌های درسی دانشکده ساینس / تکنولوژی و سایر دانشکده‌ها در افغانستان را تشکیل می‌دهند. یکی از کتاب‌های او تحت عنوان فن اداره مجلس یا دستور پارلمانی به عنوان برنده عالی‌ترین جایزه مطبوعاتی سال ۱۹۷۷ میلادی برگزیده شد. هم‌اکنون سه اثر دیگر در زمینه‌های سیاست و تکنولوژی از او آماده چاپ است، غلامعلی آیین بر علاوه این، یک سیاستمدار برجسته افغان است که قبلاً رئیس دانشکده تربیه معلم کابل، وزیر مشاور، والی ولایت بدخشان، والی کابل و والی ولایت هرات بوده است. آیین یکی از هوادارن نظام فدرال در افغانستان است او بازنشسته بود و در ایالت کالیفورنیا در آمریکا زندگی می‌کرد و همان‌جا درگذشت.

## زندگی‌نامه
آیین در یک خانواده نسبتاً اشرافی به دنیا آمد، پدرش غلام حیدرخان از سران قومی کوهستان، در زمان کودکی آیین عضو شورای بزرگ ملی افغانستان یا لویه جرگه شاه امان‌الله خان بود. از آنجاییکه پدرش، فرزند خود را همواره به مجالس بزرگ سیاسی می‌برد، چنین مواردی بزرگ‌ترین عامل رشد سیاسی غلامعلی آیین شمرده می‌شوند.
او در سال ۱۹۳۷ از مدرسه ابتدایی اشتگرام فارغ شد و در سال ۱۹۴۶ رشته ساینس و تکنولوژی دانشکده تعلیم و تربیه دانشگاه کابل را تمام کرد. آیین یکسال بعد وارد دانشکده ساینس شد و در سال ۱۹۵۲ ان را تمام کرد. سپس او به عنوان معلم ریاضی در دارالمعلمین بکارش ادامه داد و در سال ۱۹۵۶ برای تداوم تحصیلاتش به کلمبیا رفت.

## آیین در عرصه سیاست
پس از بازگشت آیین از کلمبیا او به عنوان مدیر دارالمعلمین کابل مقرر شد و این وظیفه راهش را برای حضور در عرصه‌های وسیعتر اداری هموارتر ساخت، سپس در سال ۱۹۶۷ آمر مرکز تحقیقات علمی دانشگاه کابل و استاد دانشکده تعلیم و تربیه شد، یکسال بعد رئیس تعلیمات ثانوی وزارت معارف افغانستان شد و در همان سال به عنوان رئیس دانشکده تعلیم و تربیه کابل مقرر گردید. رشد فرهنگی و سیاسی آیین از سرعت فوق‌العاده‌ای برخوردار بود تا اینکه او یک سال بعد به عنوان وزیر مشاور در حکومت افغانستان به کارش ادامه داد و دو سال بعد به عنوان والی ولایت بدخشان برگزیده شد.
آیین پس از دو سال کار در بدخشان به عنوان والی ولایت کابل پایتخت افغانستان آغاز به کار کرد و باز هم پس از دو سال والی ولایت هرات شد.
با آنکه نوسازی و بازسازی در زمان ولایت آیین در هرات رشد چشمگیری نداشت، اما آقای ولایت آیین در هرات به ویژه رسیده گی به شکایات و ایجاد حاکمیتی قوی از جمله دستاوردهایش در کابل و هرات شمرده می‌شوند.

## آیین و مهاجرت
جنگ‌ها و وضعیت نا بسامان سیاسی موجب مهاجرت آقای آیین به آمریکا شد.
غلام علی آیین در هجرت نیز از فعالیت‌های فرهنگی و سیاسی اش دست برنداشت، او از سال ۱۹۷۹ تا ۱۹۸۵ بورس تحصیلی فلبرایت، پژوهشگر در مرکز افغانستان‌شناسی و مدرس اسلام سیاسی و حقوق بشر در دانشگاه نبراسکا در اوماها ایالات متحده آمریکا بود.
در سال۱۹۷۰عضو هیئت افغانستانی در کنفرانس کشورهای غیرمتعهد، منعقده لوساکا، زمبیا شد و در سال۱۹۷۱رئیس هیئت افغانستانی در پانزدهمین کنفرانس عمومی یونسکو، جینوا بود.

## آثار
زندگی در هجرت و دور از هیاهوی وحشت و جنگ اینبار غلامعلی آیین را به نگاشتن در زمینه‌های مختلف واداشت و او نیز کتاب‌های مختلفی را نوشت که از آن جمله، علم و نظام اجتماعی را در سال ۱۹۷۳ نگاشت، آزمایشهای علمی با آلات ساده را برای وزارت معارف / آموزش و پرورش افغانستان نگاشت و نظرش در مورد جهاد در افغانستان را در کتابی تحت عنوان تاریخ سیاسی جهاد افغانستان بیان کرد.
فن اداره مجلس یا دستور پارلمانی را برای پارلمان نوظهور افغانستان نگاشت و این کتاب (برنده عالیترین جایزه مطبوعاتی، ۱۹۷۷) در جهان شد. کتاب تحول اجتماعی، اقتضای عصر به عنوان کتاب درسی جامعه‌شناسی دانشگاه کابل در دسترس دانش پژوهان قرار گرفت و کتاب درسی دیگری را نیز تحت عنوان پرنسیپهای تعلیم و تربیه برای دانشگاه کابل نگاشت. تدریس ساینس در مکاتب ثانوی، کتاب درسی دانشکده ساینس دانشگاه کابل را نیز آقای آیین نوشت و آثاری چون تاریخ سیاسی جهاد افغانستان (جلد دوم)
علم در جهان معاصر. ۱۹۶۱ (برنده جایزه مطبوعاتی آریانا) و انفجار نفوس تا اکنون چاپ نشده‌اند.

## درگذشت
آیین در سن ۸۴ سالگی روز دوم حوت/اسفند ۱۳۹۳ بر اثر مریضی درگذشت.